# Officina ceroplastica fiorentina
L'Officina ceroplastica fiorentina è stato un laboratorio dedicato alla riproduzione in cera di modelli anatomici umani, animali e botanici. Venne allestita a Firenze nel 1771 nei locali a pianterreno del Palazzo Torrigiani in via Romana. Rimase attiva fino alla seconda metà del XIX secolo.

## Storia
L'arte ceroplastica, cioè l'arte di modellare sculture in cera, a Firenze vantava una lunga tradizione risalente al XIV secolo, ma la sua applicazione si limitava all'ambito devozionale e ritrattistico. Ludovico Cardi, pittore e architetto detto Cigoli, fu il primo artista che si cimentò nell'arte della ceroplastica anatomica. Una delle sue creazioni, lo Scorticato, opera a cavallo tra arte e scienza, è conservato al Museo del Bargello.
Sull'esempio di una scuola anatomica bolognese, che fin dal XVII secolo realizzava riproduzioni in cera a scopo scientifico, anche a Firenze, su iniziativa del medico Giuseppe Galletti, venne avviata la creazione di modelli per l'istruzione pratica di chirurghi e ostetriche, in collaborazione con il modellatore livornese Giuseppe Ferrini. Al fine di garantire materiale didattico di elevata verosimiglianza, gli elementi da copiare venivano ottenuti dalla dissezione di cadaveri prelevati dall'Ospedale di Santa Maria Nuova.
Nel 1771 per volere del Granduca Leopoldo II d'Asburgo-Lorena e sotto la direzione di Felice Fontana, venne fondata un'officina per la realizzazione di fedeli copie di anatomia umana, per fini didattici e divulgativi.
Nel febbraio 1775, al momento dell'inaugurazione del Imperiale e Regio Museo di Fisica e Storia Naturale, anch'esso fortemente voluto dal Granduca, l'officina aveva già prodotto una gran quantità di esemplari, compresi modelli di anatomia patologica e di anatomia comparata, realizzati sotto la guida del modellatore Giuseppe Ferrini e di valenti anatomici come Paolo Mascagni e lo stesso Fontana.
Molti esemplari furono commissionati da varie istituzioni italiane: a Bologna, Cagliari, Modena, Pavia, Pisa; e da istituzioni estere: Budapest, Leida, Montpellier. Un'altra cospicua collezione di 1192 pezzi venne inviata al fratello di Leopoldo II, l'Imperatore d'Austria Giuseppe II, per la nascente Accademia di Medicina e Chirurgia di Vienna fondata nel 1785, finalizzata alla formazione di ostetriche e medici in ambito civile e militare. Venne poi raccolta al Museo Josephinum, noto anche come Museo di Storia Medica, dove ancora oggi occupa sei sale espositive.
Tra il '700 e l'800 la collezione fiorentina raggiunse il numero di circa 1400 pezzi. La qualità dei manufatti e la loro copiosa produzione, furono garantite da ceroplasti, un po' artigiani, un po' artisti, che lavoravano in stretta collaborazione con esperti anatomisti, fisiologi e microscopisti, questi ultimi fondamentali per la realizzazione di modelli invisibili a occhio nudo.

### Direttori
- Felice Fontana (1703-1805), abate trentino, studioso di anatomia e dissettore, docente di fisica all'Università di Pisa, fu invitato a Firenze nel 1766 da Leopoldo II in qualità di fisico nel Gabinetto scientifico di Palazzo Pitti[7]. Dopo aver creato l'Officina, che guidò affiancato dal modellatore Giuseppe Ferrini, contribuì in modo determinante alla nascita del Reale Museo di fisica e storia naturale, che diresse fino al 1805.
- Clemente Susini (1754-1814), già assunto giovanissimo come modellatore e diventato in pochi anni uno dei maggiori e famosi ceroplasti fiorentini, subentrò alla direzione dopo la morte del Fontana. Con lui l'attività dell'officina conobbe una rapida affermazione anche grazie all'incremento della produzione di cere botaniche, modelli di piante e fiori a grandezza naturale, tanto apprezzati dal Granduca[8], realizzati con l'aiuto del vice direttore suo allievo, Francesco Calenzuoli.
- Francesco Calenzuoli (1796-1829), fu eletto direttore nel 1819, qualche anno dopo la morte del maestro Susini; continuò a produrre cere anatomiche e anche cere di interesse botanico[9].
- Luigi Calamai (1800-1851), come i suoi predecessori, continuò ad incrementare la creazione di modelli botanici realizzando numerose piante fiorite in vaso, e modelli di frutti, muschi e funghi, organismi generalmente difficili da conservare e dunque osservabili solo dal vivo. I funghi in cera prodotti tra il 1830 e il 1840, in tutto circa 250, furono presentati all'Accademia dei Georgofili nel 1835 e al 1º Congresso degli Scienziati Italiani a Pisa nel 1839[10]. L'intera collezione fu un ottimo strumento a disposizione dei cittadini per il riconoscimento delle varie specie di funghi, per distinguere i commestibili dai tossici[11]. Anche il Calamai divenne uno stimato ceroplasta, famoso in campo scientifico anche per la realizzazione di modelli di anatomia topografica e di anatomia vegetale, messi a punto sotto la guida del naturalista, astronomo e microscopista Giovanni Battista Amici, anche lui chiamato a Firenze dal Granduca come direttore dell'Osservatorio del Museo di Fisica e Storia naturale e come docente all'Università di Pisa[12].
- Egisto Tortori (1829-1893), valente modellista, divenne responsabile dell'Officina alla morte del Calamai e continuò a collaborare con l'Amici per la creazione di nuovi modelli, fra questi l'embrione dell'orchidea e l'anatomia di alcune piante acquatiche.

La produzione ceroplastica dell'Officina si concluse sotto la direzione del Tortori, considerato l'ultimo ceraiolo. Le antiche modalità didattiche vennero abbandonate a favore delle nuove opportunità offerte da sistemi illustrativi più moderni, come la fotografia. L'interesse per le collezioni botaniche diminuì notevolmente, rimasero a lungo inutilizzate e trascurate. 
- Pietro Marchi (1833-1923),[13] fu l'ultimo direttore dell’Officina Ceroplastica Fiorentina e responsabile delle collezioni naturalistiche. Grazie a lui la collezione in ceroplastica si arricchì di preziosi esemplari di invertebrati in vetro, realizzati da Leopold e Rudolf Blaschka. Nel 1877 sia i pezzi in vetro, sia i modelli fungini del Calamai, furono trasferiti dal Museo di Fisica e Storia Naturale presso l'Istituto Tecnico Fiorentino, dove il Marchi era impiegato in qualità di professore e preside. Oggi sono esposti presso il Museo della Fondazione scienza e tecnica[14].

Lo sviluppo della botanica fiorentina, dopo il 1842, oltre alla ceroplastica si avvalse anche di un'altra valida modalità didattica suggerita da un importante botanico siciliano Filippo Parlatore che propose al Granduca la realizzazione di una collezione di exsiccata. In breve tempo Parlatore pose le basi per la fondazione a Firenze del più importante erbario d'Italia, l’Erbario Centrale Italiano.

## Tecnica
Di ogni elemento che si intendeva riprodurre, veniva fatto un calco in gesso, talvolta preceduto da un altro calco in argilla in cui veniva colata cera d'api mescolata ad altre sostanze, oli vegetali, trementina, resine e coloranti. Successivamente il calco era rifinito da esperti scultori/modellatori come Susini, Calenzuoli, Calamai, Tortori. Ogni artista operava sempre sotto la supervisione di un esperto di anatomia (oltre al Fontana e al Mascagni si ricordano anche Filippo Uccelli e Tommaso Bonicoli). L'attrezzatura comprendeva recipienti in rame, lastre di marmo, attrezzi per modellare, bilance, fornelli, crogioli, treppiedi, ecc., e soprattutto grandi ceste per il trasporto dei cadaveri.

## La Specola
Ancora oggi gli elementi anatomici in ceroplastica rappresentano un vero e proprio trattato anatomico tridimensionale "consultabile" all'interno del Museo La Specola. Suddivisi in Collezione zoologica e Collezione di cere anatomiche, si possono osservare circa 1400 elementi distribuiti in 10 sale. Questa collezione ogni anno attrae migliaia di visitatori provenienti da ogni angolo della terra; la sua importanza fa sì che spesso siano richieste in tutto il mondo conferenze e relazioni sul suo valore scientifico e didattico per eventi congressuali, in ambito medico ed artistico.